# Marko Milosavljević
Marko Milosavljević (Belgrado, 13 de septiembre de 1998) es un jugador de balonmano serbio que juega de lateral izquierdo en el HBC Nantes de la Liga de Francia de Balonmano. Es internacional con la selección de balonmano de Serbia.
Su primer gran campeonato con la selección fue el Campeonato Europeo de Balonmano Masculino de 2022.

## Palmarés

### Selección nacional
| Juegos Mediterráneos | Juegos Mediterráneos | Juegos Mediterráneos | Juegos Mediterráneos |
| Año                  | Lugar                | Medalla              |                      |
| -------------------- | -------------------- | -------------------- | -------------------- |
| 2022                 | Orán                 | Medalla de bronce    |                      |

### HBC Nantes
- Copa de Francia de balonmano (1): 2024
- Trofeo de Campeones (1): 2024

## Clubes
| Club               | País    | Año         |
| ------------------ | ------- | ----------- |
| Estrella Roja      | Serbia  | 2017 - 2019 |
| RK Železničar 1949 | Serbia  | 2019 - 2021 |
| Ademar León        | España  | 2021 - 2024 |
| HBC Nantes         | Francia | 2024 - Act. |